# Virtuous Sinners
Virtuous Sinners è un film muto del 1919 diretto da Emmett J. Flynn.

## Produzione
Il film fu prodotto dalla Pioneer Film Corporation

## Distribuzione
Distribuito dalla Pioneer Film Corporation, il film uscì nelle sale cinematografiche statunitensi il 25 maggio 1919.
Copia della pellicola viene conservata negli archivi della Library of Congress.